# Hofanlage Zu den Höfen 7
Die Hofanlage Zu den Höfen 7 in der niedersächsischen Gemeinde Worpswede, Ortsteil Überhamm, wurde Mitte des 19. Jahrhunderts gebaut. Aktuell (2025) werden die Gebäude zum Wohnen und als Kanzlei genutzt.
Die Gebäude stehen unter Denkmalschutz.

## Geschichte und Beschreibung
Worpswede im Teufelsmoor wurde 1218 erstmals als Besitz des Klosters Osterholz erwähnt. Überhamm wurde als einer der ersten Orte im Rahmen der Moorkolonisierung des Teufelsmoores erwähnt und 1720 die Gründung der Schulgemeinde.
Die Hofanlage besteht u. a. aus
- dem eingeschossigen giebelständigen Wohn- und Wirtschaftsgebäude von 1852 (Inschrift) als Zweiständer-Hallenhaus in Fachwerk mit Steinausfachungen, mit ziegelgedecktem Krüppelwalmdach, mit Uhlenloch und später verglaster Grooter Door mit Korbbogen,[2]
- der traufständigen eingeschossigen Scheune von 1852 in Fachwerk mit Steinausfachungen, ziegelgedecktem Walmdach und Längsdurchfahrt.[3]

Das Landesdenkmalamt befand u. a.: „… ortsgeschichtlicher, gebäudetypischer, straßen-, orts- und hofbildprägender Zeugniswert …“